# Cal Serni (Saldes)
Cal Serni és una masia del segle xviii al municipi de Saldes (Berguedà) inclosa en l'Inventari del Patrimoni Arquitectònic de Catalunya. Aquesta nascuda en un moment de màxim floriment agrícola i demogràfic, fou, aviat, abandonada degut a les poques possibilitats de treballar la terra. Actualment està habitada temporalment i comencen a veure-s'hi algunes millores.
Masia de planta semi quadrada. A la part de tramuntana té adossades totes les dependències del bestiar i el graner. Les estructures bàsiques d'aquests (parets) són de pedra, la resta (teulada, sostres, portes, finestres, etc.) són de fusta. La masia està coberta a doble vessant, amb la façana principal a migdia i amb el carener perpendicular. Tant les finestres com la porta tenen llindes de fusta, restant la pedra per cobrir les parets mestres de la casa. La façana està coberta d'argamassa que amaga el senzill parament fet de carreuó i còdols de riu.